# 日向市立美々津中学校
日向市立美々津中学校（ひゅうがしりつ みみつちゅうがっこう）は、宮崎県日向市美々津町にある公立の中学校。

## 概要
- 生徒数 - 76名（2019年度）

## 沿革
- 1947年5月8日 - 美々津町外一ヵ村学校組合美々津中学校として開校。
- 1951年1月29日 - 美々津町立美々津中学校に改称。
- 1955年1月1日 - 日向市との合併により、日向市立美々津中学校に改称。

## 通学区域
細島小学校の通学区域には以下の区域が指定されている。
- 美々津小学校 通学区域
- 寺迫小学校 通学区域

## アクセス
- 鉄道：JR日豊本線 美々津駅下車、徒歩6分
- バス：南部ぷらっとバス 「川向」バス停下車、徒歩3分